# هری جو براون
هری جو براون (انگلیسی: Harry Joe Brown؛ ۲۲ سپتامبر ۱۸۹۰ – ۲۸ آوریل ۱۹۷۲) یک تهیه‌کننده و کارگردان اهل ایالات متحده آمریکا بود.
از فیلم‌ها یا مجموعه‌های تلویزیونی که وی در آن‌ها نقش داشته است، می‌توان به پُر مشغله اشاره نمود.